# Pasklep
Pasklep (estniska: Paslepa, estlandssvenskt uttal: pasjk(l)op) är en by i Nuckö kommun i Läänemaa i västra Estland, 85 km sydväst om huvudstaden Tallinn. Den hade 79 invånare år 2011.
Pasklep ligger på Estlands västkust mot Östersjön och på halvön Nuckö. Norr om Pasklep ligger byn Tällnäs, österut ligger byarna Hosby och Birkas, söderut ligger byarna Enby och Österby och västerut ligger Pasklepsviken och Östersjön. Närmsta större samhälle är residensstaden i Lääne län, Hapsal, som ligger 9 km söder om Pasklep.
Pasklep ligger i det område som traditionellt har varit bebott av estlandssvenskar och även det svenska namnet på byn är officiellt. Första gången byn omnämns i källor är 1540 och år 1679 lät Magnus de la Gardie uppföra en herrgård på platsen. Den svenska missionären Thore Emanuel Thorén grundade 1873 ett folkskollärarseminarium i Paskleps herrgård som existerade under 14 år. 

## Galleri

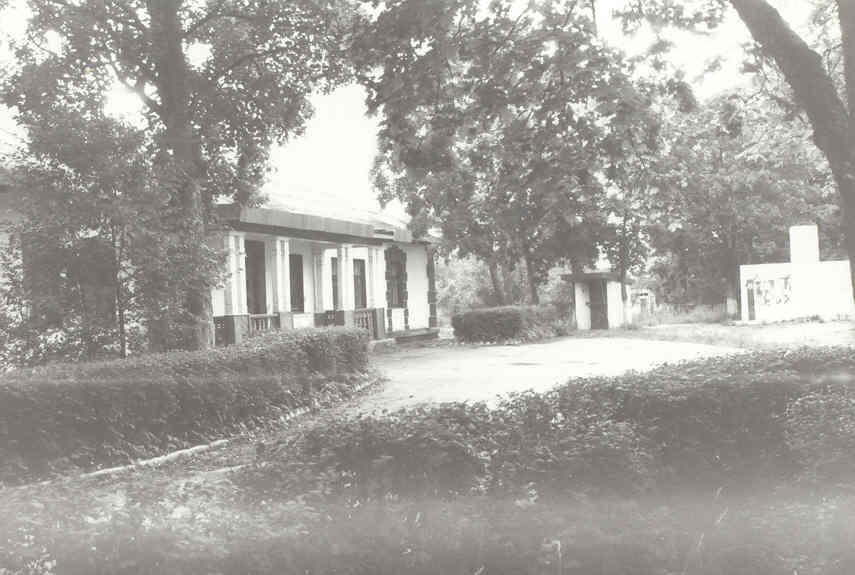
Paskleps herrgård i augusti 1993. De ryska militärerna hade vid denna tid nyligen lämnat herrgården som de hade använt som förläggning
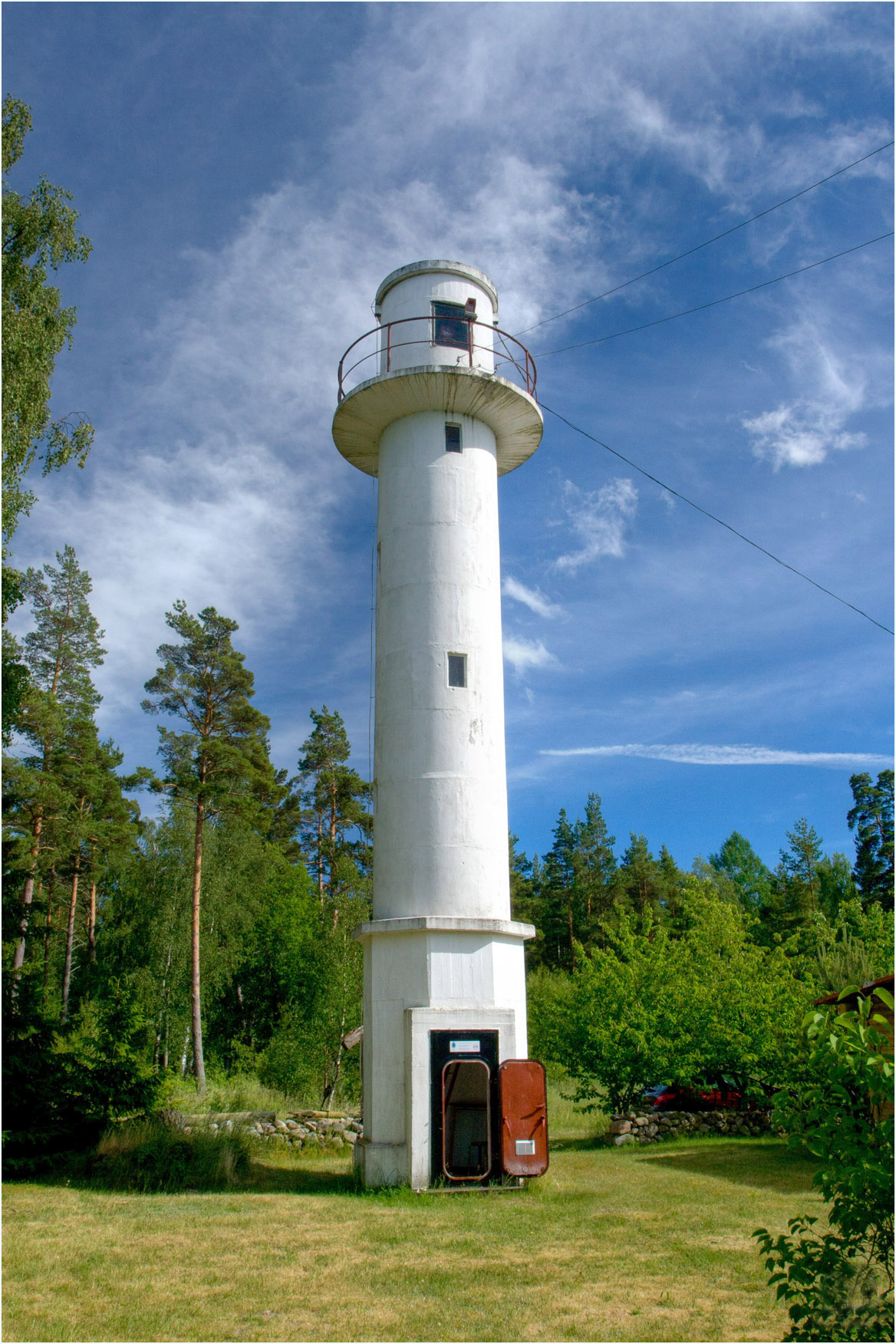
Paskleps övre fyr
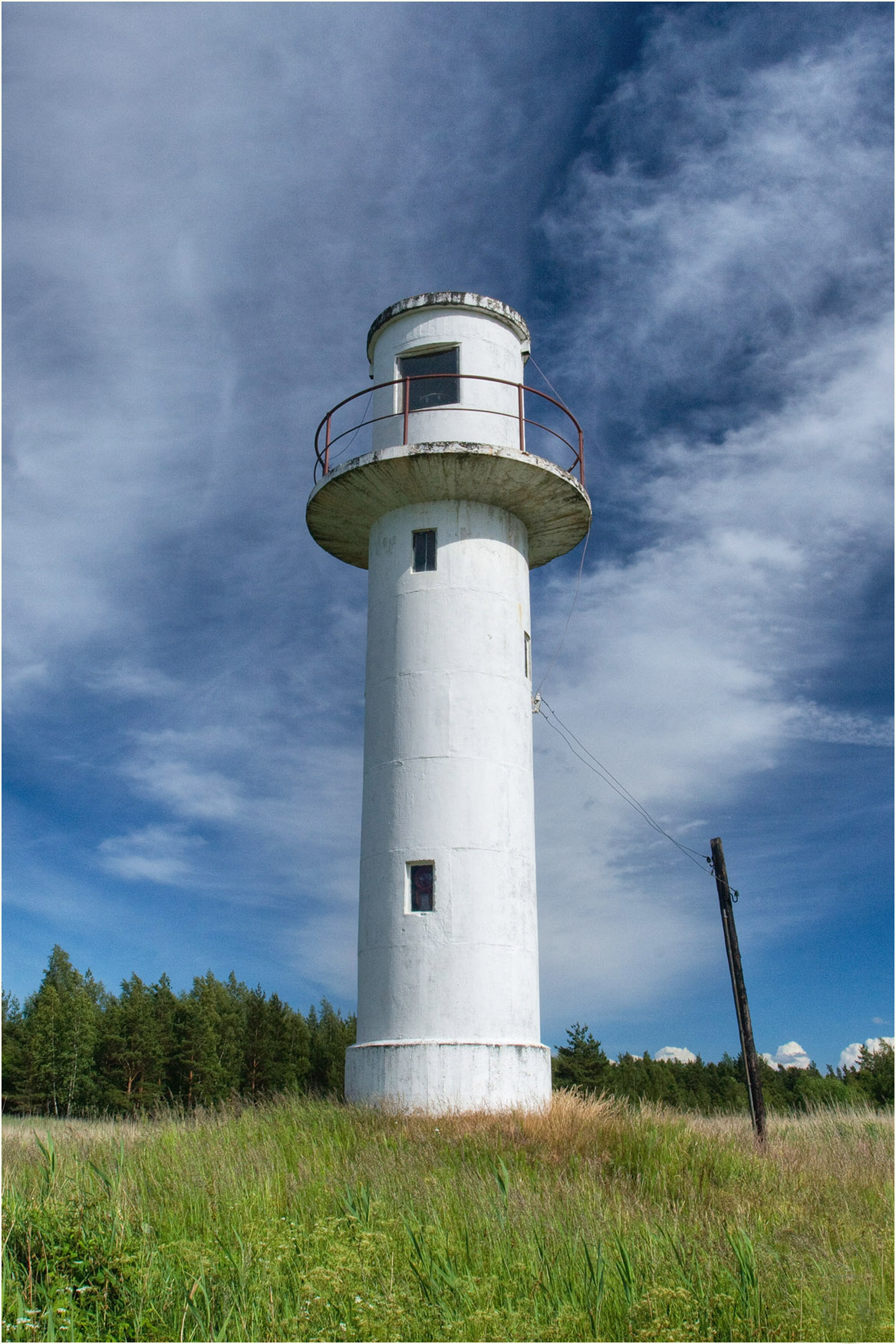
Paskleps nedre fyr